# アダムス・ファミリー2
『アダムス・ファミリー2』（Addams Family Values）は、チャールズ・アダムスによるカートゥーン『アダムス・ファミリー』を原作とした1993年のアメリカ映画。ホラー、コメディ映画。1991年の映画『アダムス・ファミリー』の直接の続編で、スタッフ・キャストもほぼ同じである。

## 概要
前作で人気を博して制作された続編。前作のラストでモーティシアが子供を授かったことを暗示させたことで、2人の子供が登場する。キャスティングは前作とほぼ同じであるが、グラニー役のジュディス・マリナが体調不良のために降板し、替わりにキャロル・ケインがグラニー役を演じた。
日本での配給会社であったユナイテッド・インターナショナル・ピクチャーズ日本法人が約14年後の2007年12月に解散したため、本作が最後の配給となった。
世界配給は前作よりは落ちたものの日本でのヒットは前作を上回り、映画のヒットによりホンダのオデッセイとタイアップをする程の人気となり、続編「アダムス・ファミリー3」も企画されたが、主演のラウル・ジュリアが公開の翌年に急死したことにより実現へと至らなかった。

## ストーリー
冬のクリスマスの時期に新しい赤ん坊が誕生した。口髭を生やした奇妙な赤ん坊はピューバートと名付けられ、家族からは可愛がられていたが、迷信深いウェンズデーやパグズリーに何度も殺害されかける。心配したゴメズは赤ん坊のために、ベビーシッター兼ナニーを雇うことにするが、アダムス一家独特の性格にみんな尽く断っていく。そんな中で妙に若々しいデビーという女が面接にやって来て、一家の独特の空気を見事に受け流す。気に入られたデビーはすぐに採用されるが、デビーは資産家の男と結婚しては遺産目的に惨殺していく連続殺人犯で、フェスターを標的にアダムス家の財産を狙っていた。勘の鋭いウェンズデーをサマーキャンプに追いやり、フェスターと急接近して結婚をし、計画通りにフェスターの殺害を試みるが、死ぬどころか全く無傷に等しい。しびれを切らしたデビーは、フェスターや一家を狡猾に隔離していき、次第にアダムス一家は家庭崩壊の危機を迎えることとなる。

## 出演
- モーティシア・アダムス：アンジェリカ・ヒューストン
- ゴメズ・アダムス：ラウル・ジュリア
- ウェンズデー・アダムス：クリスティーナ・リッチ
- パグズリー・アダムス：ジミー・ワークマン
- グラニー・アダムス：キャロル・ケイン
- フェスター・アダムス：クリストファー・ロイド
- マーガレット：ダナ・アイヴィ
- ハンド（Thing）：クリストファー・ハート
- ラーチ（執事）：カレル・ストルイケン
- カズン・イット：ジョン・フランクリン
- デビー・ジェリンスキー：ジョーン・キューザック
- アマンダ：メルセデス・マクナブ
- ジョエル・グリッカー：デヴィッド・クラムホルツ
- ゲイリー・グレンジャー：ピーター・マクニコル
- ベッキー・グレンジャー：クリスティーン・バランスキー
- 警察官：ネイサン・レイン
- ジョージ：トニー・シャルーブ
- ヘザー（乳母）：シンシア・ニクソン
- ルーム・ドクター：デヴィッド・ハイド・ピアース
- ジョエルの父：バリー・ソネンフェルド
- ジョエルの母：ジュリー・ハルストン
- アマンダの父：サム・マクマレイ
- アマンダの母：ハリエット・サンソム・ハリス
- ニュースキャスター：ピーター・グレイブス
- ディメンシア：キャロル・ハンキンズ
- 葬儀社：イアン・アバークロンビー

字幕翻訳：戸田奈津子（DVD、Blu-ray）、鈴木恵美（プレミアムシネマ版）

## 日本語吹替
| 役名                   | 俳優                         | ソフト版   | 日本テレビ版 |
| ---------------------- | ---------------------------- | ---------- | ------------ |
| モーティシア・アダムス | アンジェリカ・ヒューストン   | 沢田敏子   | 沢田敏子     |
| ゴメズ・アダムス       | ラウル・ジュリア             | 阪脩       | 池田勝       |
| ウェンズデー・アダムス | クリスティーナ・リッチ       | 小林優子   | 小林優子     |
| パグズリー・アダムス   | ジミー・ワークマン           | 喜田あゆ美 | 亀井芳子     |
| グラニー・アダムス     | キャロル・ケイン             | 京田尚子   | 京田尚子     |
| フェスター・アダムス   | クリストファー・ロイド       | 青野武     | 青野武       |
| マーガレット           | ダナ・アイヴィ               | 磯辺万沙子 | 一城みゆ希   |
| デビー・ジェリンスキー | ジョーン・キューザック       | 小宮和枝   | 小宮和枝     |
| アマンダ               | メルセデス・マクナブ         | 池本小百合 | 池本小百合   |
| ジョエル・グリッカー   | デヴィッド・クラムホルツ     | 亀井芳子   | 田中真弓     |
| ゲイリー・グレンジャー | ピーター・マクニコル         | 田原アルノ | 田原アルノ   |
| ベッキー・グレンジャー | クリスティーン・バランスキー | 安達忍     | 安達忍       |
| ニュースキャスター     | ピーター・グレイブス         | 稲葉実     | 麦人         |
| ジョエルの父           | バリー・ソネンフェルド       | 稲葉実     | 長島雄一     |
| 葬儀社                 | イアン・アバークロンビー     | 稲葉実     |              |
| 警察官                 | ネイサン・レイン             | 稲葉実     | 麦人         |
| ジョージ               | トニー・シャルーブ           | 稲葉実     | 長島雄一     |
| ジョエルの母           | ジュリー・ハルストン         | 定岡小百合 | 定岡小百合   |
| アマンダの父           | サム・マクマレイ             | 岩田安生   | 津田英三     |
| アマンダの母           | ハリエット・サンソム・ハリス | 磯辺万沙子 | 磯辺万沙子   |
| ディメンシア           | キャロル・ハンキンズ         | 磯辺万沙子 | 磯辺万沙子   |

- ソフト版
その他声の出演：岩坪理江
演出：伊達康将、翻訳：佐藤恵子、制作：東北新社
- 日本テレビ版 - 初放送1997年8月29日 『金曜ロードショー』
その他声の出演：片岡富枝、氷上恭子
演出：伊達康将、翻訳：佐藤恵子、調整：山下裕康、効果：サウンドボックス、スタジオ：オムニバス・ジャパン、制作：東北新社、プロデューサー補：小林三紀子、プロデューサー：藤本鈴子／門屋大輔

## スタッフ
- 監督 - バリー・ソネンフェルド
- 製作 - スコット・ルーディン
- 製作総指揮 - デヴィッド・ニックセイ
- キャラクター創造 - チャールズ・アダムス
- 脚本 - ポール・ラドニック
- 撮影 - ドナルド・ピーターマン
- 音楽 - マーク・シャイマン

## 受賞とノミネート
| 映画祭・賞             | 部門                                    | 候補                                                                     | 結果       |
| ---------------------- | --------------------------------------- | ------------------------------------------------------------------------ | ---------- |
| アカデミー賞           | 美術賞                                  | ケン・アダム                                                             | ノミネート |
| ゴールデングローブ賞   | 主演女優賞 (ミュージカル・コメディ部門) | アンジェリカ・ヒューストン                                               | ノミネート |
| ゴールデンラズベリー賞 | 最低主題歌賞                            | ラルフ・サル、スチーヴ・ギブソン、セシル・グレン "Addams Family Whoomp!" | 受賞       |

## 地上波放送履歴
| 回数  | テレビ局   | 番組名             | 放送日        | 吹替版       |
| ----- | ---------- | ------------------ | ------------- | ------------ |
| 初回  | 日本テレビ | 金曜ロードショー   | 1997年8月29日 | 日本テレビ版 |
| 2回目 | フジテレビ | ゴールデン洋画劇場 | 1999年5月22日 | 日本テレビ版 |
| 3回目 | テレビ朝日 | 日曜洋画劇場       | 2000年9月17日 | 日本テレビ版 |
| 4回目 | テレビ東京 | 午後のロードショー | 2006年9月7日  | 日本テレビ版 |
| 5回目 | 日本テレビ | 金曜ロードショー   | 2022年10月7日 | 日本テレビ版 |